# Vodní nádrž Brušperk
Vodní nádrž Brušperk se nachází ve východní části města Brušperk v okrese Frýdek-Místek.
Je to protipovodňová přehrada, postavená po povodních v 60. letech 20. století na potoku Horní Kot'bach.
Vodní dílo je využíváno k rybolovu a k rekreaci. U přehrady se nachází dětské hřiště, přírodní koupaliště a restaurace. Okolo přehradní nádrže vede asfaltová stezka, kterou využívají inline bruslaři.